# Єреміада
Єреміа́да — довгий літературний твір, в якому автор засуджує стан суспільства, викриваючи його вади та його брехливу мораль та пророкує його швидкий занепад. Єреміада зазвичай пишеться в прозі, але іноді зустрічається і віршована форма.
У розширеному сенсі єреміадою можна назвати будь-який твір, написаний у песимістичному тоні або з песимістичного погляду.
Generally, the term jeremiad is applied to moralistic texts that denounce a society for its wickedness, and prophesy its downfall.
Назва «єреміада» походить від імені біблійного пророка Єремії, дві книги якого, «Книга Єремії» та «Плач Єремії», входять у текст Старого Завіту.

## В американській літературі
Жанр єреміади був поширений в різні періоди американській літературі й увійшов у літературознавство як «американська єреміада». Єреміадами називають певні твори таких авторів 18-19 ст., як Джонатан Едвард, Джон Адамс, Томас Джефферсон, Джеймс Фенімор Купер, Герман Мелвілл (The Confidence Man).
У літературі 20 ст. єреміадами називали твори Вільяма Фолкнера (романи про південні штати), Нормана Мейлера (The Armies of the Night), Томаса Пічона (The Crying of Lot 49), Натанаела Веста (The Day of the Locust), Г'юберта Селбі (Last Exit to Brooklyn).

## В американській політиці
На думку канадського літературознавця Саквана Берковича, у типовій американській єреміаді зображається протиріччя між біблійною обіцянкою досконалого суспільства та реальними вадами суспільного життя Америки. Таким чином єреміада має функцію соціального корективу, в якому спасіння прив'язується до праведної поведінки американських громадян. Ця аргументативна модель поширена у багатьох політичних промовах насамперед консервативних діячів, а з недавнього часу є також частиною політичного дискурсу американської лівиці.

## Інші приклади
- Фрідріх Шіллер, вірш «Єреміада»[2].